# Ove Flemming Sehested
Ove Flemming Sehested (9. januar 1888 i København – 6. april 1976) var en dansk diplomat, bror til Jørgen Sehested.
Han var søn af kammerherre, landbrugsminister Knud Sehested og hustru Ellen Sehested, blev student fra Østersøgades Latin- og Realskole 1905 og cand.polit. 1911. Sehested blev assistent i Udenrigsministeriet 1912, attaché i Paris 1913, konstitueret legationssekretær i Stockholm 1915, konsulatssekretær i New York 1916, vicekonsul 1917, fuldmægtig i Udenrigsministeriet 1919, legationssekretær og chargé d'affaires i Bern 1919, 1. legationssekretær i Prag 1921, i Oslo 1925, i Paris 1930 og blev legationsråd 1926. Sehested blev gesandt i Rio de Janeiro 1935, var midlertidigt tjenstgørende i Udenrigsministeriet 1947, gesandt i Ottawa 1952 og med titel af ambassadør 1956-58. Han blev 8. september 1922 Ridder af Dannebrogordenen, 26. september 1931 Dannebrogsmand, 11. marts 1950 Kommandør af 2. grad af Dannebrogordenen og bar en lang række udenlandske ordener.
Han blev gift 7. oktober 1919 i Sankt Andreas Kirke med Gertrud Ida Augusta Frimodt (12. april 1893 i København - 28.juni 1979?),datter af grosserer M.L. Frimodt og hustru Ingeborg født Holten.